# نیروی هسته‌ای

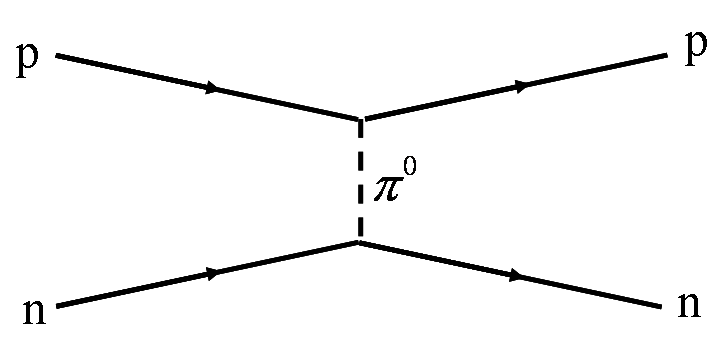
یک نمودار فاینمن از برهمنکش قوی میان پروتون-نوترون که توسط یک پیون خنثی میانجی می‌شود. جهت زمان از چپ به راست است.

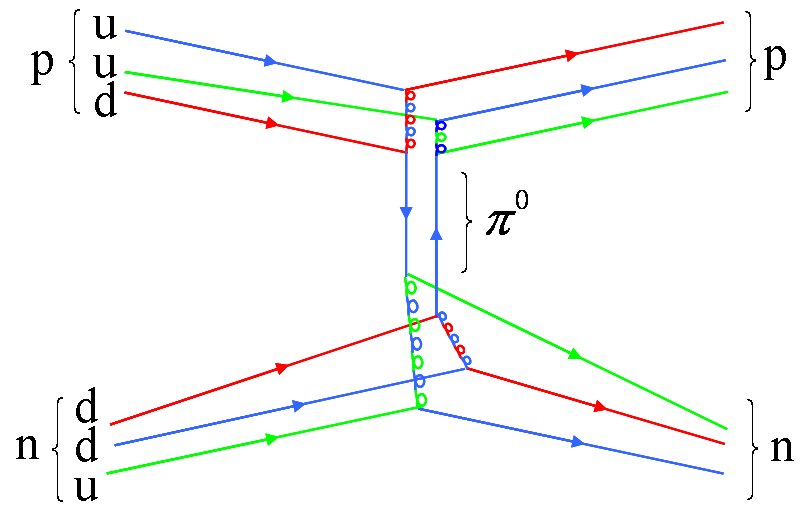
همان نمودار با کوارکهای هر جز هسته، این نیرو نیروی هسته‌ای قوی نام دارد. خط‌های صاف گلوئون کوارک هستند، و حلقه‌های چند رنگی گلوئونها.

یک پویانمایی از برهمکنش نیروی قوی دایره‌های دوتایی گلوئون هستند.

نیروی هسته‌ای (به انگلیسی: nuclear force) (یا برهمکنش نوکلئون-نوکلئون) نیرویی است که بین دو یا چند نوکلئون اثر می‌کند و باعث چسبیدن پروتون و نوترونها به یکدیگر است که موجب تشکیل هسته اتم می‌گردد.
انرژی ناشی از نیرو انرژی بستگی هسته نام دارد که به خاطر هم‌ارزی جرم-انرژی باعث کاهش جرم هسته اتم نسبت به مجموع جرم تک‌تک اجزای آن می‌شود و این انرژی بنیاد ساخت نیروگاه هسته‌ای، رآکتور هسته‌ای، جنگ‌افزار هسته‌ای و به‌طور کلی انرژی اتمی است.
این نیرو در فواصل حدود یک فمتومتر(‎۱۰-۱۵ متر) بسیار قوی عمل می‌کند اما از فواصل ۲٫۵ فمتومتر به سرعت کاهش می‌یابد همچنین در فواصل کمتر ۰٫۷ فمتومتر تبدیل به نیروی دافعه می‌گردد و به همین دلیل این نیرو مسئول اندازهٔ فیزیکی هسته است. زیرا که اجزای هسته نمی‌توانند بیشتر از آنکه این نیرو اجازه دهد به یکدیگر نزدیک شوند.
نیروی هسته‌ای یکی از صورت‌های یکی از چهار نیروی بنیادی یعنی نیروی هسته‌ای قوی است که باعث چسبیدن کوارکها به یکدیگر می‌شود و میانجی این نیرو گلوئون است.